# 今日も待ちわびて
『今日も待ちわびて』（きょうもまちわびて）は、佐伯イチによる日本の4コマ漫画作品。
第11回スクウェア・エニックスマンガ大賞ギャグ部門入選作品。増刊『フレッシュガンガン』2008年春号に掲載後、受賞作のプロットを流用した新作としてウェブコミック配信サイト『ガンガンONLINE』（スクウェア・エニックス）で2008年10月2日から2010年4月8日まで連載された。全39話（『ガンガンONLINE』2009年1月29日更新分において「其の零」として再掲載された受賞作を除く）。

## ストーリー
町一番の資産家である相原家の四男・森（10歳）は工事現場でアルバイトに勤しむ貧乏少女・野々村茉（18歳）に一目惚れし、何度も婚約を申し込むが茉からは「子供のお遊び」だと思われて相手にされなかった。
そんなある日、茉がいつも通り森の求婚を振り切ってアパートに帰るとそこには森の母・椿が待ち構えていた。森を目に入れても痛くないほど可愛がっている椿は茉に対し、花嫁修業のため相原家に居候することを提案。こうして茉は森の許嫁として相原家で居候することになった。

## 登場人物

### 主要人物
野々村 茉（ののむら まち）
18歳。貧乏生活のため工事現場でアルバイトに勤しんでいたが、森に見初められ、許嫁として相原家で花嫁修業のため居候することに。屈強な肉体を持ち、腕っ節は人一倍強い反面、不器用で家事は全く出来ない。居候になってからショタコンに目覚めた気がある。幽霊が苦手。
相原 森（あいはら もり）
10歳。町一番の資産家・相原家の四男。第5話で「五人兄弟の末っ子」との台詞があるため、兄3人と姉の存在が確認されるが姉は本編に登場しなかった。
工事現場で汗を流す茉に一目惚れし、何度も婚約を申し込んだ末に許嫁として茉を迎え入れることに成功する。兄たちは全員、職に就いていたり結婚して独立していたりで相原家を離れている。母親の椿が料理下手なため、相原家の料理を担当することも。嫉妬深い性格で、茉が他の男と話をしているとやきもちを焼いている。
相原 椿（あいはら つばき）
森の母。年齢不詳。
森を溺愛しており、森の願いを叶えるため脅しに近い「お願い」をして茉を許嫁として居候させるが、実際は自分から森を奪う茉を敵視しており、ことあるごとにいびる。料理が壊滅的に下手。
相原 集（あいはら あつむ）
森の兄（三男）。独身で、定職には就いておらず椿に仕送りをしてもらっていたが止まられてしまい、其ノ十一で実家に帰省しそのまま居着いている。短気で受身がちな性格で、それが災いしてか未だに彼女が出来たことがない。未成年（其ノ十五で飲酒をしようとしたときに椿に咎められている）。小さい森をいじめていたらしく、そのせいで兄弟仲はあまりよくない。
相原 栄（あいはら しげる）
森の兄（長男）。第16話より登場。森が生まれてすぐに家を離れたため、実家に顔を出した際も森は栄のことをほとんど覚えていなかった。既婚者であり、どこかの会社の社長をしているが、椿曰くちゃらんぽらんな人物。
酒癖が悪く、また重度のセクハラ癖を持つが妻に携帯電話で呼び出されるとすぐに飛んで帰る愛妻家でもある。
相原 閑（あいはら しずか）
森の兄（次男）。第37話より登場。3人の兄の中では森に一番似ている。
相原 林（あいはら りん）
相原家当主。多忙のため家を離れていたが、集から森が許嫁を連れて来たことを聞かされて帰宅。茉が学生時代に自分をいじめていた野々村一の娘であることに気付いて激怒し、森との仲を引き裂くべく茉には大学を、森には中学を受験するよう命じる。

### その他の人物
二乃雲 汐（にのぐも うしお）
相原家の使用人（男）。森が3歳の頃から勤めている。有能だが、極度の恥ずかしがり屋で人前に出るのが苦手なため普段は天井裏や床下に隠れている。床まで届く長髪を後ろでポニーテールのように束ねている。
八重崎 空（やえざき そら）
森のクラスメートの少女。好意を抱いている森の前では猫を被っているが、婚約者である茉に対しては強い敵意を見せるなど、裏表のある性格。
音川 淳（おとかわ じゅん）
空のSPで八重崎家に仕えている女性。男に飢えていて、森に年上の兄弟の有無を聞いたり、料理を振舞った汐にアプローチをかけたりするなど、手当たり次第に独身の男を探し求めている。男探しに熱中するあまり、主人である空を蔑ろにすることがある。
野々村 一（ののむら はじめ）
茉の父親。仕事もせず昼間から飲んだくれ、娘に酒代をせびるダメ男。森の父親で相原家当主の林は学生時代の後輩で、執拗にいじめていた。

## 単行本
ガンガンコミックスONLINEより刊行。
1. 2009年8月22日初版発行 ISBN 978-4-7575-2615-0
2. 2010年6月22日初版発行 ISBN 978-4-7575-2904-5